# Xavier Díaz i Pons
Javier Díaz Pons, més conegut com a Mágico Díaz, és un exfutbolista espanyol. Va nàixer a Sa Pobla el 3 d'abril de 1968. Ocupava la posició de migcampista.

## Trajectòria
Sorgeix de les categories inferiors del RCD Espanyol, debutant amb el primer equip a la campanya 88/89, en la qual disputa 10 partits de primera divisió. Eixe any l'Espanyol baixa a Segona, i a la categoria d'argent, el balear marca 2 gols en 12 partits. De nou a Primera, entre 1990 i 1992 el migcampista es consolida a l'equip perico, tot i que no arriba a aconseguir la titularitat.
La temporada 92/93 marxa al CP Mérida, on juga 36 partits i marca dos gols. Els extremenys militen a la Segona Divisió, igual que els seus següents equips, el Reial Betis (93/94) i el Palamós CF (94/95). Després d'un temps sense equip, recalaria al CE L'Hospitalet i a l'Écija Balompié, on marca 3 gols en 17 partits durant la segona volta de la temporada 96/97. També militaria a l'Europa abans de retirar-se.
Després de penjar les botes, l'illenc ha seguit vinculat al món del futbol com a representant de futbolistes, com en Joan Verdú o l'Ivan Ramis.